# Matyjaszki
Matyjaszki (do 1945 niem. Mathiashof) – osada w Polsce położona w województwie warmińsko-mazurskim, w powiecie bartoszyckim, w gminie Bartoszyce. Miejscowość wchodzi w skład sołectwa Łabędnik. W latach 1975–1998 miejscowość administracyjnie należała do województwa olsztyńskiego.

## Historia
W 1889 r. był to folwark, należący do majątku ziemskiego Łabędnik i w posiadaniu rodziny von der Groebenów. 
W 1978 r. wieś należała administracyjnie do sołectwa Łabędnik. W 1983 r. był tu PGR, ujmowany w spisie razem z miejscowością Drawa.